# Jorge del Carril
Carlos Jorge del Carril Garmendia, född 4 november 1904 i Santa Rosa, var en argentinsk bobåkare. Han deltog vid olympiska vinterspelen i Sankt Moritz 1928. Hans lag kom på femte plats.